# Rafet El Roman
Rafet Yaşdut (Uzunköprü, 25 de agosto de 1968), más conocido por su nombre artístico Rafet El Roman, es un cantante pop y actor turco de ascendencia romaní. Tiene la ciudadanía alemana.

## Biografía
Nació en la ciudad de Uzunköprü en Edirne (Turquía). Sus padres emigraron a Alemania en 1970 y él vivió con su abuela, después de terminar el primer grado en la escuela primaria del pueblo, se reunió con sus padres en Alemania, donde completó su educación. Habla alemán, inglés, italiano y turco. Comenzó a escribir sus primeras letras a los 16 años.
En 1984 se puso en contacto con Stefan Somogyfoki de Midnight Entertainment y en 1987 interpretó el papel principal en la película de fantasía Defender. Además, comenzó a codirigir sus propias escenas de lucha en películas. En esta época empezó a escribir sus primeras canciones "Benimlen" y "Seni Seviyorum". Sus primeras representaciones teatrales fueron en 1988.  
En 1994, recibió el premio Media Artist Award en el Festival Cultural de Frankfurt. En agosto de 1995, lanzó en Turquía su primer álbum en solitario, Gençliğin Gözyaşı (Lágrimas de la juventud) vendió más de un millón de copia con éxitos como "Sorma Neden", "Seni Seviyorum" y "Amerika". 
En octubre de 1997 lanzó su segundo álbum En Güzel Günler Senin Olsun (El mejor día será tuyo). En 1998, actuó en la película Propaganda con importantes estrellas de la historia del cine turco como Kemal Sunal y Metin Akpınar .
En el año 2000, interpretó la canción Bir Gol Daha (Un gol más) con Mehmet Ali Erbil para la campaña de la Eurocopa 2000 de la selección de fútbol de Turquía. También fue el protagonista de la película Offside (Dar Alanda Kısa Paslaşmalar) junto a Müjde Ar.

## Vida personal
Tiene dos hijas con su primera esposa, la pareja se divorció en 2003. También tiene un hijo con su expareja Yeşim Eryıldız. En 2014 se casó con su segunda esposa, Ceren Kaplakarslan, en Alemania y se divorciaron en agosto de 2017.

## Discografía

### Álbumes
| Año  | Título                                               | Ventas  |
| ---- | ---------------------------------------------------- | ------- |
| 1995 | Gençliğin Gözyaşı (Lágrimas de la juventud)          | 800 000 |
| 1997 | En Güzel Günler Senin Olsun (El mejor día será tuyo) |         |
| 1999 | Hayat Hüzünlü (La vida es trágica)                   |         |
| 2001 | Hanım Eli (Lonicera/Madreselva)                      |         |
| 2002 | Pregunte Nr. 5 (Amor N°5)                            | 35 000  |
| 2004 | Sürgün (Inmigrante)                                  | 473 000 |
| 2005 | Kalbimin Sultanı (El sultán de mi corazón)           | 330 000 |
| 2006 | Gönül Yarasi (Cicatriz de amor)                      |         |
| 2008 | Bir Roman Gibi (Como una novela)                     |         |
| 2011 | Sevgiye Zaman Ver (Le das tiempo al amor)            |         |
| 2013 | Yadigar (Memento)                                    |         |
| 2016 | Mecnun (Persona Loca/Peculiar)                       |         |
| 2021 | Sırrına Eremeyiz (No podemos alcanzar tu secreto)    |         |

### Individual
- 2000 - Peşindeyim (junto a Aşkın Nur Yengi)
- 2012 - Senden Sonra
- 2014 - Adımla Seslendi
- 2015 - Şipşak
- 2016 - Suç Bende
- 2016 - Teşekkürler Türkiyem
- 2017 - Sen Olmazsan (junto a Hülya Avşar)
- 2018 - Ozledim
- 2018 - Unuturum Elbet (junto a Deryá)
- 2019 - Bağışla Beni (junto a Faridam)
- 2019 - Bahçede Yeşil Çınar (junto a Ayşe Nur Keskin)
- 2019 - Anlamazdın
- 2019 - Seveni Suçlama
- 2020 - Paramparça (junto a Rey Burak)
- 2020 - Öldüğün Gün İnanırsın (Kitaplara İnanmayan)
- 2021 - İki Dakika (junto a Nur Usta)
- 2021 - Bağışla Beni
- 2021 - Şubat (junto a Aytén)
- 2022 - Milyon Yara

## Filmografía
- 1999 – Propaganda (Adem)
- 2000 – Dar Alanda Kısa Paslaşmalar (Serkan)
- 2002 – Asayiş Berkemal (Berkemal)
- 2007 – Senin Uğruna (Kemal)